# 900 p.n.e.
| [ Edytuj tabelę ] |                                                                 |
| Król Asyrii       | - 912 p.n.e. Adad-nirari II 891 p.n.e.                          |
| Król Aten         | - 922 p.n.e. Megakles 892 p.n.e.                                |
| Władca Chin       | - 922 p.n.e. Gongwang 900 p.n.e. - 900 p.n.e. Yiwang 892 p.n.e. |
| Władca Egiptu     | - 925 p.n.e. Osorkon I 889 p.n.e.                               |
| Król Izraela      | - 909 p.n.e. Basza 886 p.n.e.                                   |
| Król Judy         | - 911 p.n.e. Asa 870 p.n.e.                                     |
| Król Tyru         | - 910 p.n.e. Metasztart (?) 898 p.n.e.                          |

Rok 900 p.n.e.
stulecia: X wiek p.n.e. ~
IX wiek p.n.e. ~
VIII wiek p.n.e.

lata: 910 p.n.e. «
904 p.n.e. «
903 p.n.e. «
902 p.n.e. «
901 p.n.e. «
900 p.n.e. »
899 p.n.e. »
898 p.n.e. »
897 p.n.e. »
896 p.n.e. »
890 p.n.e.

## Wydarzenia
- Początek kolonizacji fenickiej. (data przybliżona)

Afryka
- Napata uzyskała niezależność. (data przybliżona)

Ameryka
- Upadek olmeckiego miasta San Lorenzo Tenochtitlán. (data przybliżona)

## Zmarli
- Gongwang, chiński władca z dynastii Zhou